# Eton
Eton je město v hrabství Berkshire v Anglii, které je spojeno s na protějším břehu Temže ležícím městem Windsor. S tímto městem je spojeno mostem nazvaným Windsor Bridge. Až do roku 1974 patřilo toto město pod hrabství Buckinghamshire. Od roku 1998 je částí unitary authority of Windsor and Maidenhead.

## Sport

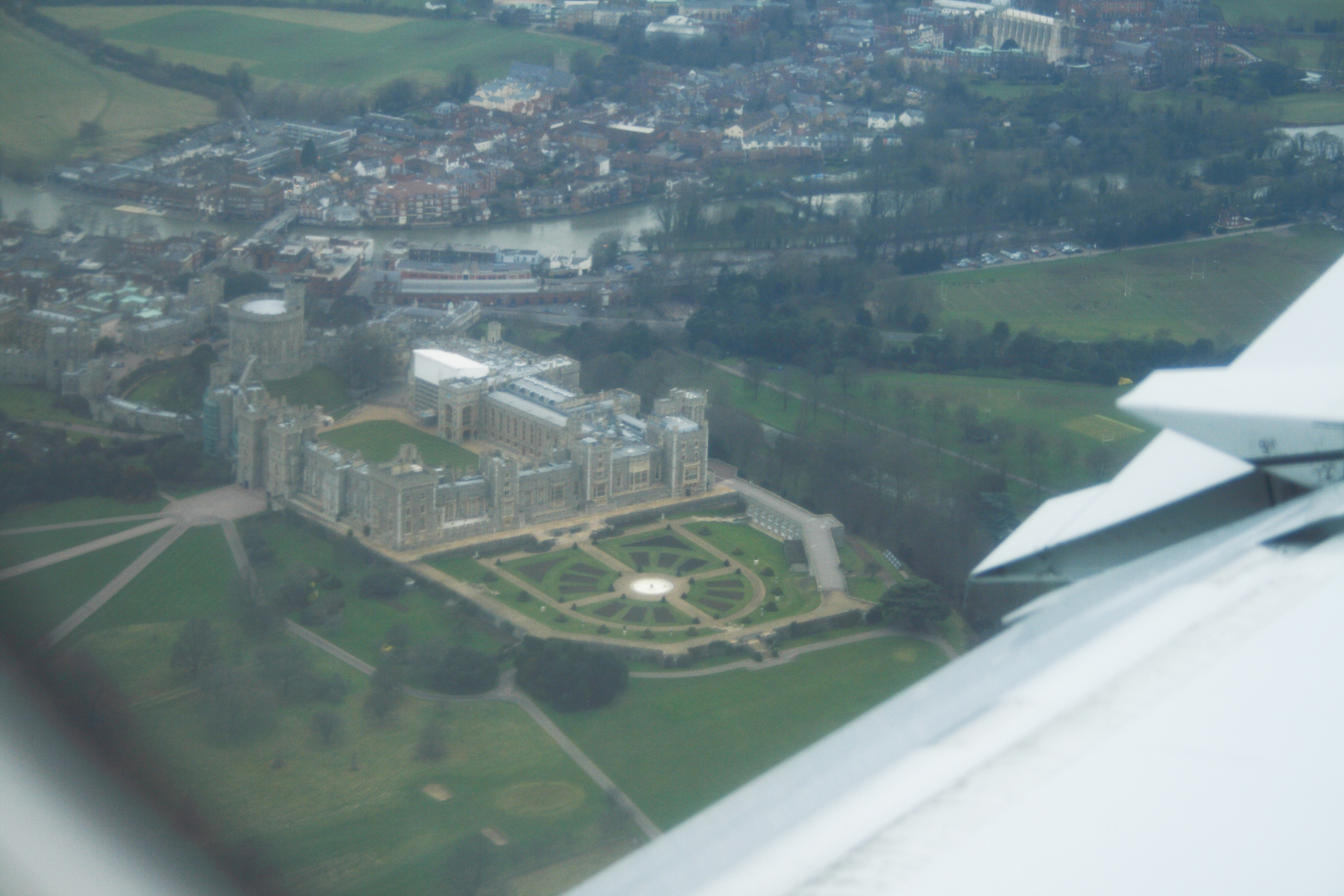
Letecký pohled ze směru Windsoru na Eton

Ve městě se nachází známá střední škola Eton College. V části města Dorney se nachází veslařský kanál Eton Lake, kde se konají závody světového poháru ve veslování a rychlostní kanoistice. Jde o jedno ze sportovišť, kde se konaly soutěže na Letních olympijských hrách 2012 v Londýně.

## Obyvatelstvo
V roce 2001 zde žilo 4 980 obyvatel. 

## Původ jména Eton
Jméno Eton je odvozenina ze staroanglického slova Ēa-tūn znamenajícího město na řece.

## Rodáci
- Donald Francis Tovey (1875–1940), skladatel, pianista a hudební vědec
- John Evelyn Shuckburgh (1877–1953), guvernér Nigérie
- Humphrey Lyttelton (1921–2008), jazzový hudebník
- Edmund Bristow (1787–1876), umělec
- George E. Davis (1850–1906), chemik, „otec“ chemického inženýrství